# La finestra sul delitto
La finestra sul delitto (Cloak & Dagger) è un film statunitense del 1984 diretto da Richard Franklin. Si tratta di un rifacimento del film La finestra socchiusa (1949) di Ted Tetzlaff.

## Trama
Davey Osborne è un bambino di 11 anni che vive a San Antonio con il padre Hal. Quest'ultimo è occupato con il traffico aereo militare e non può occuparsi di Davey. Il bambino è molto solitario e soffre molto per sua madre, l'unica amichetta che ha è Kim, una bambina che vive con la madre single. Davey, per svagarsi, si identifica nel mondo di Cloak & Dagger, un gioco di spionaggio disponibile sia sotto forma di gioco di ruolo che di videogioco. Il bambino è affascinato dal mondo dello spionaggio e del suo eroe Jack Flack, il protagonista di Cloak & Dagger. Davey vuole avere una vita piena di azione e avventure come Jack Flack quindi si porta dietro una pistola ad acqua e una palla da softball per simulare le armi del suo eroe. Davey spende talmente tanto tempo con il gioco che arriva a crearsi una sorta di amico immaginario (Jack Flack); una versione di suo padre molto più audace (l'attore che interpreta il padre recita nella parte del Jack Flack immaginario, ovviamente).
L'amico Morris, possiede un negozio di videogiochi nel centro commerciale locale.
Un uomo braccato dai servizi di spionaggio cade in un agguato dei suoi persecutori, ma prima di essere colpito a morte riesce a consegnare a Davey una cartuccia del videogioco e gli dice di consegnarla all'FBI poiché contiene importati segreti militari. Davey consegna la cartuccia all'amico Morris, che scopre in che modo siano stati criptati i dati secretati nel videogioco; ma non appena visualizza i progetti di armi aeronautiche segrete viene rapito e assassinato dagli agenti spia.
Le spie killer, guidate dal malvagio dottor Rice, danno la caccia Davey per tutta la città. Quest'ultimo grazie al suo compagno-guida immaginario riesce a lungo a tenere a bada i suoi inseguitori, ma al culmine delle sue avventure perde la fiducia nel suo eroe Jack, che quindi 'muore', non avendo più la fantasia del bambino a supportare la sua esistenza.
Nel climax della vicenda, quando Davey viene sequestrato dall'ultima coppia di spie inviate sulle sue tracce, sarà proprio suo padre a risolvere la situazione, rischiando egli stesso la vita per salvare quella del figlio.
Alla fine della vicenda Davey si riavvicina al genitore, che prende definitivamente il posto dell'immaginario Jack Flack nella vita di suo figlio.